# Gmina zbiorowa Wathlingen
Gmina zbiorowa Wathlingen (niem. Samtgemeinde Wathlingen) – gmina zbiorowa położona w niemieckim kraju związkowym Dolna Saksonia, w powiecie Celle. Siedziba administracji gminy zbiorowej znajduje się w miejscowości Wathlingen.

## Podział administracyjny
Do gminy zbiorowej Wathlingen należą trzy gminy:
1. Adelheidsdorf
2. Nienhagen
3. Wathlingen